# Diklići
 Ovo je glavno značenje pojma Diklići. Za druga značenja pogledajte Diklići (razdvojba).
Diklići je naselje u Republici Hrvatskoj, u sastavu Općine Višnjan, Istarska županija.

## Stanovništvo
Prema popisu stanovništva iz 2001. godine, naselje je imalo 51 stanovnika te 14 obiteljskih kućanstava.

Prema popisu stanovništva 2011. naselje je imalo 47 stanovnika.
| broj stanovnika |       |       | 70    | 56    | 73    | 66    |       |       | 81    | 76    | 72    | 76    | 52    | 50    | 51    | 47    | 50    |
|                 | 1857. | 1869. | 1880. | 1890. | 1900. | 1910. | 1921. | 1931. | 1948. | 1953. | 1961. | 1971. | 1981. | 1991. | 2001. | 2011. | 2021. |